# Iharkút
Iharkút  (németül: Ahornbrunn) egykori község Veszprém vármegyében, a Pápai járásban, napjainkban Bakonyjákó lakatlan külterülete. Legfőbb nevezetességét az itt felderített, kimagasló fajgazdagságú őskori fosszílialelőhely-együttes adja.

## Fekvése
A Bakonyban feküdt, a megyeszékhely Veszprém és Pápa között majdnem félúton, bár utóbbihoz valamivel közelebb.
A közvetlenül határos települések észak felől Ugod, kelet felől Bakonybél, délkelet felől Szentgál és Csehbánya, dél felől Németbánya, délnyugat felől Bakonyjákó, északnyugat felől pedig Homokbödöge voltak.

### Megközelítése
Feltehetőleg mindig is zsákfalu volt, közúton csak a Városlőd-Pápa-Győr közt húzódó 83-as főút felől közelíthető meg. Ehhez a főútról Bakonyjákónál kell letérni a falun végigvezető 83 122-es, majd arról a Németbánya felé leágazó 83 115-ös számú mellékúton; az Iharkút felé vezető útvonal utolsó szakasza pedig egy, az utóbbiból kiágazó, számozatlan önkormányzati út.

## Története
Iharkút bakonyi irtásfalu volt, nevét a juhar (ihar) fáról kapta. Már az Árpád-korban lakott hely volt, a török időkben a környék településeihez hasonlóan pusztává vált.  Újratelepítését az Esterházy család kezdeményezte, akik telepes svábokat hívtak a Bakonyba. Iharkút lakói ekkor erdei munkából és favágásból éltek. A második világháború után a falu hanyatlásnak indult. A németajkúakat kitelepítették, a maradék lakosságot pedig a környékbeli ipari nagyvárosok szívták el. Iharkút lakossága 1960-ban 150 fő volt. Sorsát az alatta található bauxitvagyon felfedezése pecsételte meg.
A község alatt található bauxitvagyon kitermelését 1979-ben kezdték meg. A fogyatkozó falu önállóságát 1981-ben megszüntették, területét a szomszédos Bakonyjákóhoz csatolták. Iharkút utolsó lakosainak Bakonyjákón, Németbányán, Herenden, továbbá Pápán juttattak új házakat, lakásokat. A falu temetőjét is áttelepítették. A falu épületeit lebontották, Iharkút területét pedig egy hatalmas külszíni bauxitbánya foglalta el.

## Nevezetességei
A település helyén létrejött hatalmas külszíni fejtések közül némelyik 50-60 méter vastagságban tárt fel kréta korú szárazföldi rétegsorokat. Ezekből az üledékekből kerültek elő az első dinoszaurusz testfosszíliák a mai Magyarország területéről. 2010-re a Magyar Természettudományi Múzeum és az ELTE Őslénytani Tanszékének munkatársai által végzett ásatások nyomán már egy teljes szárazföldi gerinces fauna vált ismertté a lelőhelyről. Ez a bakonyi dinoszaurusz lelőhely hazánkban egyedülálló. 2000 óta a dinoszauruszok mellett egy teljes mezozoos szárazföldi gerinces faunát tártak itt fel a kutatók. A lelőhely több, korábban ismeretlen új nemmel büszkélkedhet, mint például a Hungarosaurus (páncélos dinoszaurusz, egyetlen faja a Hungarosaurus tormai), az Iharkutosuchus (növényevő krokodil, egyetlen faja az Iharkutosuchus makadii), és a Bakonydraco (repülő hüllő, egyetlen faja a Bakonydraco galaczi).
Jelenleg a területen zajló rekultiváció (földmunkák, omlásveszély) miatt a lelőhely még nem látogatható (kivételt képez a németbányai-bakonyjákói szervezésű hivatalos "kisvonatos" túra).
A még élő egykori iharkúti lakosok és azok leszármazottai elhatározták, hogy hajdani falujuknak emléket állítanak. Így jött létre az Iharkút emlékpark, részben németbányai területen, mint ahogy az Iharkút sorsát megpecsételő bánya és az ott feltárt őslelőhely is részben Németbánya határai közt terül el. Az egykori falu helyének közepén egy harangláb és kereszt áll; az iharkútiak általában évente egyszer gyűlnek össze az emlékhelyen.